# Narda Lepes
Narda Lepes (Buenos Aires, 29 de julio de 1972) es una cocinera y presentadora de televisión argentina.

## Biografía
Narda Lepes nació el 29 de julio de 1972 en una familia argentina de origen croata y esloveno. A los dos años se mudó a Caracas junto con su madre, quien participaba en el Instituto Di Tella. Vivió allí hasta los siete años, cuando regresó a Buenos Aires. En 1995 viajó a París a realizar pasantías en distintos restaurantes durante un año. Tiene una hija, Leia, que nació en 2011.
En 2001, tuvo su primer programa en el canal gastronómico El Gourmet, Fusión3, con los chefs Maxi Amborsio y Sebastián Tarica. Se especializaba en cocina fusión, en la que mezclaba cocina japonesa con la argentina. En 2003, continuó con la cocina fusión en su primer programa propio, 180º. En los años siguientes, hizo una serie de programas en los que recorría distintos países (Brasil, Japón, Grecia, Inglaterra, Marruecos, Vietnam y Camboya, entre otros) con el objetivo de mostrar su cultura y costumbres gastronómicas.
En 2007, publicó Comer y pasarla bien, que en 2008 recibió el primer premio al mejor libro de cocina basado en un programa de televisión del certamen Gourmand World Cookbook Awards en la terna Television Celebrity.
En 2008, grabó Narda, como en casa para El Gourmet, ciclo en el que visitaba a distintas personas reconocidas, indagaba sobre sus gustos y les cocinaba.
En marzo de 2009, nuevamente para El Gourmet, volvió a cocinar en estudio con Recetas y secretos de Narda. El ciclo estaba orientado a optimizar productos y tiempo a la hora de cocinar.
En mayo de 2010, estrenó en Utilísima Satelital Doña Petrona por Narda, programa en el que recreaba recetas de Petrona C. de Gandulfo, pionera de la cocina por televisión en Argentina, y al año siguiente presentó Lo de Narda en el mismo canal.
Integró el jurado de Dueños de la cocina, reality show de Telefé en 2016 y 2017. A partir de agosto de 2018, integró el jurado de MasterChef Uruguay, emitido por Canal 10.
Forma parte de la Mesa de Lucha Contra el Hambre, que busca crear un plan que aumente la producción de alimentos que, a su vez, mejore la calidad nutricional. La Mesa fue una de las promesas de campaña del Frente de Todos, pero tuvo nula injerencia en las políticas gubernamentales durante el primer año de gestión de Alberto Fernández. Las críticas hacia Lepes y el resto de los integrantes se debieron a la falta de acción y al exceso de promesas en los medios de comunicación.
Junto a otros cocineros, como Germán Martitegui y Dolli Irigoyen, apoyó la aprobación de la Ley de Promoción de la Alimentación Saludable, conocida como Ley de Etiquetado Frontal.

## Premios y nominaciones
| Año  | Premio                          | Categoría                          | Programa                    | Resultado |
| ---- | ------------------------------- | ---------------------------------- | --------------------------- | --------- |
| 2008 | Premios Martín Fierro de Cable  | Mejor conducción femenina          | Celebraciones Gourmet       | Ganadora  |
| 2009 | Premios Martín Fierro de Cable  | Mejor Programa Culinario           | Narda como en casa          | Nominada  |
| 2010 | Premios Martín Fierro de Cable  | Mejor Programa Culinario           | Recetas y secretos de Narda | Ganadora  |
| 2011 | Premios Martín Fierro de Cable  | Mejor Programa Culinario           | Doña Petrona por Narda      | Ganadora  |
| 2013 | Premios Martín Fierro de Cable  | Mejor Programa Culinario           | Doña Petrona por Narda      | Nominada  |
| 2020 | The World's 50 Best Restaurants | Mejor chef mujer de América Latina |                             | Ganadora  |